# Altiport de Méribel
L’altiport Robert Merloz de Méribel (code IATA : MFX • code OACI : LFKX) est un altiport agréé à usage restreint, situé sur la commune des Allues à 1,5 km au nord-nord-est de la station de Méribel en Savoie (région Auvergne-Rhône-Alpes, France).
Il est utilisé pour la pratique d’activités de loisirs et de tourisme (aviation légère et hélicoptère).
C'est un altiport (aérodrome situé en montagne ayant la particularité de posséder une piste en pente, obligeant les avions à se poser dans le sens de la montée et à décoller dans le sens de la descente, il est donc impossible d'effectuer une "remise des gaz") donc un terrain dangereux nécessitant une qualification spéciale.

## Histoire
L’altiport de Méribel a été inauguré le 30 janvier 1962 par Joseph Szydlowski, président de Turboméca, et Michel Ziegler, fondateur de la compagnie aérienne Air Alpes, le fils d'Henri Ziegler.
Le mot « altiport » a été imaginé lors de cet événement par Joseph Szydlowski, dit Jojo la Turbine, l'un des premiers actionnaires d'Air Alpes constatant que « Méribel est un port d’altitude, pourquoi ne l’appelez-vous pas Altiport ? ».
Le mot « altiport »  entrera dans le dictionnaire dix ans plus tard.
Cet altiport fut le lieu du premier atterrissage dans une station de sports d’hiver en France, le 30 janvier 1962, la veille du premier atterrissage à l'altiport de Courchevel, par un Piper-18 immatriculé F-BKBP piloté par Robert Merloz suivi d'un Pilatus PC-6 Porter immatriculé F-BJSZ piloté par Michel Ziegler.
C'est au cours de cette année 1962 que seront construits le chalet aérogare et le hangar.
L'histoire de cet altiport est fortement liée à la compagnie aérienne Air Alpes qui a ouvert  des lignes saisonnières hivernales vers Lyon (Aéroport Lyon-Bron) et Genève. Air Dauphiné effectue la liaison vers Grenoble.
Méribel sera géré par Robert Merloz pour Air Alpes.
L’Altiport de Méribel a été officiellement inauguré le dimanche 27 janvier 1963 par le haut-commissaire à la Jeunesse et aux Sports Maurice Herzog,.
En 1971, un Pilatus PC-6 immatriculé F-BKQY d'Air Alpes prenait le nom de baptême "Méribel".
La compagnie Auxiair assurait aussi ensuite des liaisons avec Lyon-Satolas en Jodel D-140 entre 1976 et 1979.
En septembre 2010, Janine Bloch, la Présidente de l’Association Amicale des Anciens d’Air Alpes, reçoit l’autorisation de baptême de l’Altiport de Méribel au nom de Robert Merloz par le Maire de Méribel Thierry Monin. Elle était à l’initiatrice de cette demande. L'inauguration officiel du baptême par la pose d'une plaque officielle a eu lieu le 08 juin 2014 en présence de nombreuses personnalités dont Michel Ziegler et Éric Merloz, le fils de Robert Merloz.

## Installations
L’altiport dispose d’une piste bitumée orientée sud-nord (15/33), longue de 406 mètres et large de 15. Son altitude est de 1 691 mètres (5 548 ft) au seuil et de 1 719 mètres (5 639 ft) au sommet. La pente moyenne de la partie centrale est de 11 %.
L’altiport n’est pas contrôlé. Les communications s’effectuent en auto-information sur la fréquence de 118,755 MHz.

## Activités
- Aéro-club de Méribel

## Galerie photographique

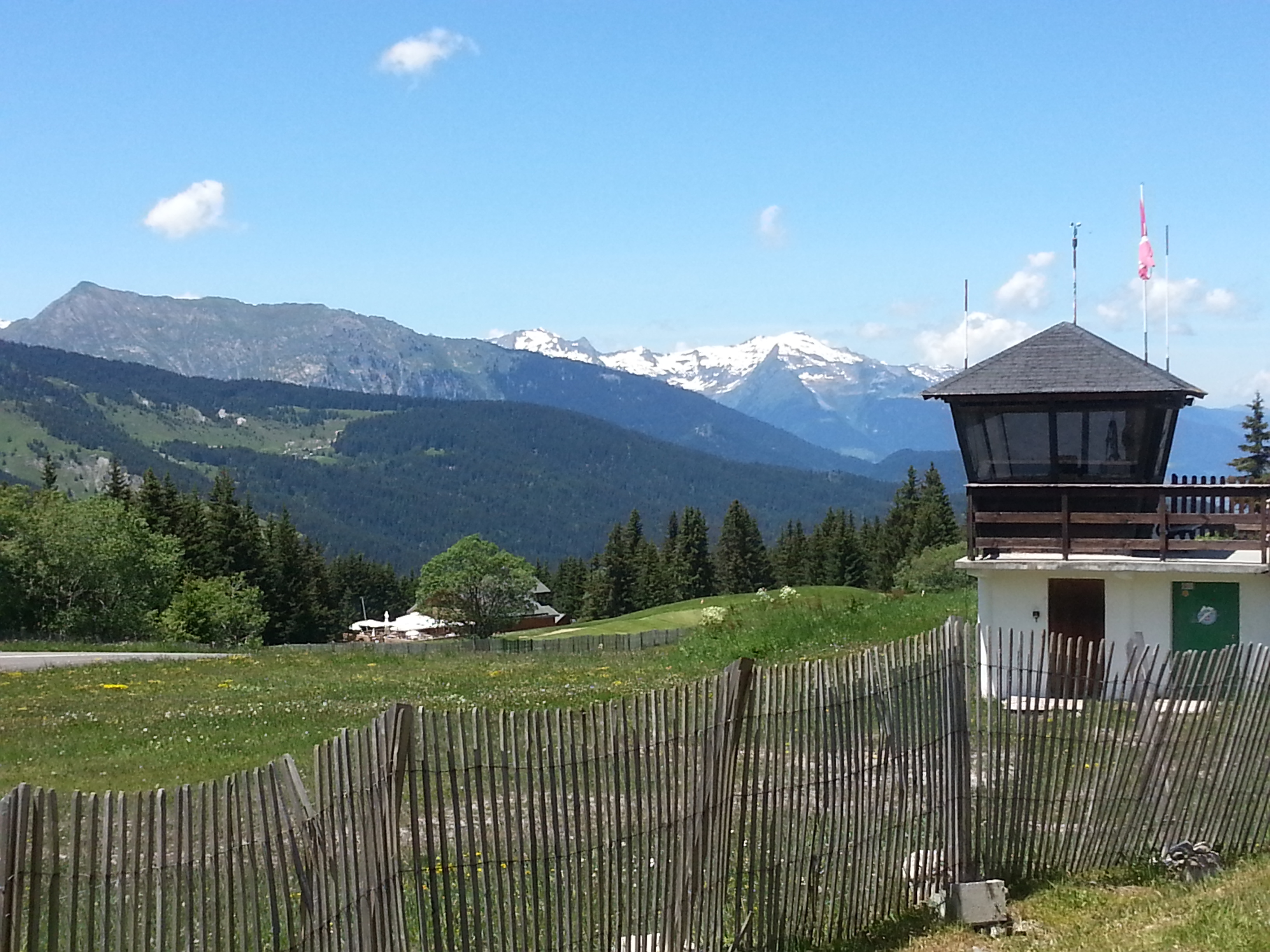
L'altiport Robert Merloz de Méribel et sa tour de contrôle.
Le logo de l'aéroclub de Méribel fixé sur le côté du hangar de l'altiport Robert Merloz.
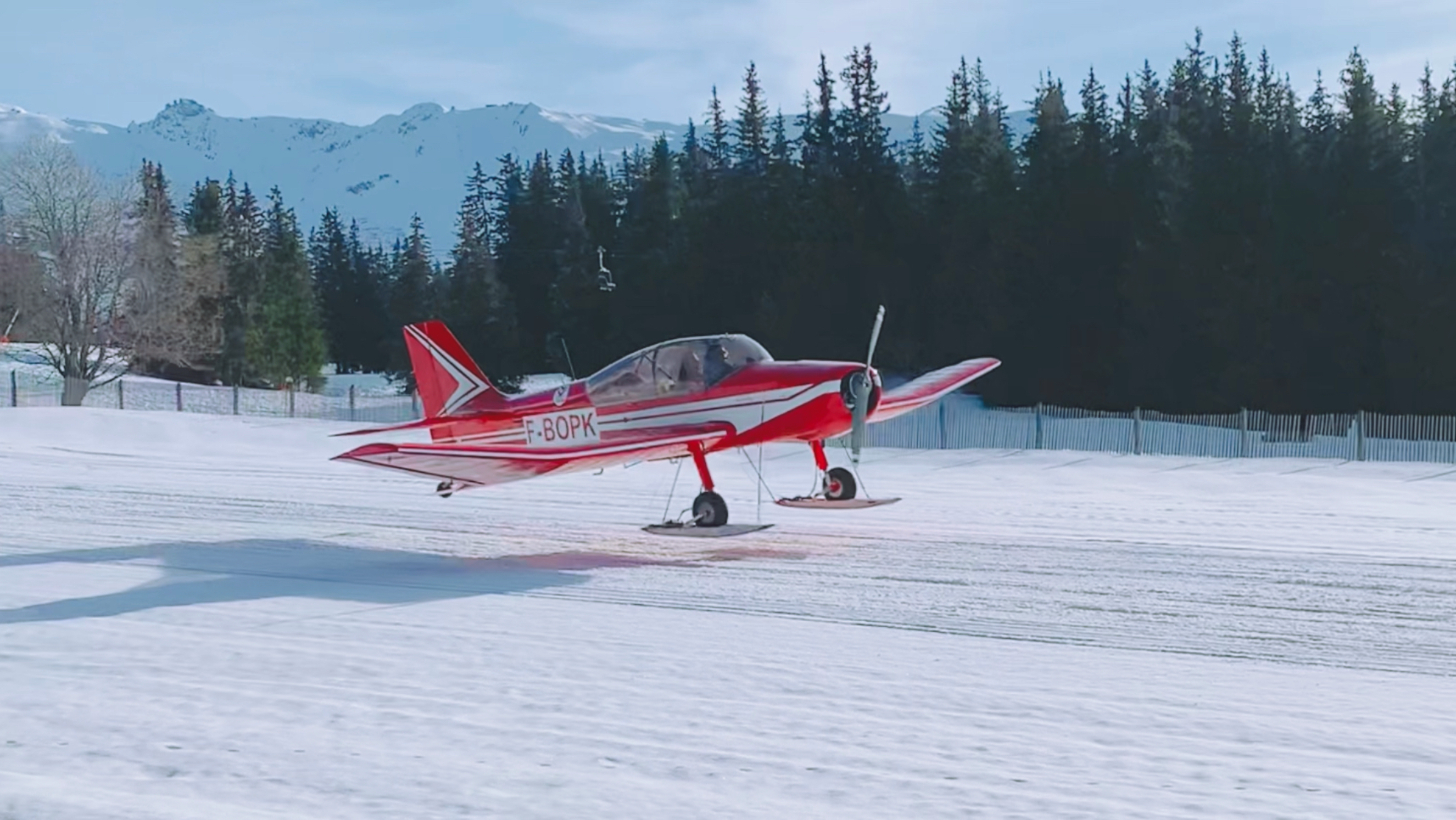
Décollage du Jodel D140R "Abeille" de l'altiport de Méribel.